# Anne Abernathy
Pour les articles homonymes, voir Abernathy.
 (mai 2016).
Si vous disposez d'ouvrages ou d'articles de référence ou si vous connaissez des sites web de qualité traitant du thème abordé ici, merci de compléter l'article en donnant les références utiles à sa vérifiabilité et en les liant à la section « Notes et références ».
Anne Abernathy, née le 12 avril 1953 à l'Eglin Air Force Base, est une lugeuse des Îles Vierges des États-Unis. Elle a participé à six éditions des Jeux olympiques d'hiver, de 1988 à 2006. Elle est surnommée la « grand-mère de la luge ». En 1988, elle est  la première femme des îles Vierges à participer aux Jeux olympiques d'hiver.
À la suite d'une chute lors d'un entraînement, doyenne des Jeux olympiques d'hiver de 2006 (âgée de 52 ans), elle se fracture la main. Elle n'est évidemment pas au départ de l'épreuve de luge à Turin. Porte-drapeau de sa délégation, elle est toutefois considérée comme une athlète à part entière de ces Jeux.
Après avoir dû abandonner la luge, elle se consacre avec succès au tir à l'arc. En 2013, elle participe à la coupe du monde de tir à l'arc à Medellin. En 2021, elle participe à la coupe du monde à Paris.